# گروه لیروی
گروه لیروی (انگلیسی: Lerøy) شرکت صنایع غذایی نروژی است، که در سال ۲۰۰۰ تأسیس شد.